# Anna Walentynowicz
Anna Walentynowicz (15 d'agost de 1929 - 10 d'abril de 2010) va ser una activista i sindicalista polonesa. El seu acomiadament l'agost de 1980 va iniciar una sèrie de vagues a les Drassanes de Gdańsk i a la resta del país que van desembocar en la creació del sindicat Solidarność. Es destaca la seva importància en la creació del moviment sindical i el lloc de prominència que hi ocupava. El seu nom va estar lligat des de l'inici a les protestes, amb eslògans com «Retorneu l'Anna Walentynowicz al seu lloc de treball».
El 2006 es va produir la pel·lícula L'heroïna de Gdansk al voltant de la seva figura i va rebre l'Orde de l'Àliga Blanca, la més alta distinció civil a Polònia.
Va morir el 2010 a l'accident del Tu-154 de la Força Aèria de Polònia.